# 시길 (응용 프로그램)
시즐(Sigil)은 EPUB 포맷의 전자책 제작을 위한 자유, 오픈 소스 편집 소프트웨어이다.
보통 "시즐" 이라고 발음하지만 개발자가 명시해 놓은 발음 기호로는 "시즐" (발음 사운드 - 유튜브에서 찾을 수 있음) 이라고 발음하는 것이 맞는 한글 표현이다.
크로스 플랫폼 응용 프로그램으로서 시즐은 GNU 일반 공중 사용 허가서 하에 마이크로소프트 윈도우, macOS, 리눅스 플랫폼용으로 배포된다. 시즐은 EPUB 파일에 대해 코드 기반 편집을 지원하며, PageEdit라는 WYSIWYG 기반의 외부 편집기를 별도로 제공한다. 외부 편집기는 사용자가 자유롭게 선택할 수 있다. HTML과 플레인 텍스트 파일의 가져오기도 지원한다.
시즐은 2009년 이후로 Strahinja Val Marković 등이 개발해오고 있다. 2011년 7월부터 2015년 6월까지 John Schember이 선임 개발자였다. 2015년 6월에 시즐의 개발은 Kevin Hendricks과 Doug Massay에게로 넘어갔다.
Sigil 0.9.16버전 이후 QTWebkit엔진에서 QTWebengine으로 Webkit 엔진이 교체되었고 WYSIWYG 편집기인 책보기 편집기가 제거됐다. 책보기 편집기는 PageEdit라는 별도 프로젝트로 제공되며 Sigil에서 외부 편집기로 연결할 수 있다. 또한 EPUB2에 의존적이던 EPUB3 편집 기능을 개선해 완전한 EPUB3를 지원한다.
2019년 12월 17일 Sigil 1.0.0 버전을 출시하면서 EPUB 폴더 구조를 자유롭게 수정할 수 있는 기능이 추가되었고, 그 후 편집 중 백업 및 복원 기능(Checkpoint), 다크모드 및 HiDPI 지원, 접근성 강화 등 다양한 기능 개선이 이루어지고 있다.
내맘대로의 EPUBGUIDE.NET에서 Sigil 개발과 한국어 메뉴 번역에 참여하고 있다. Sigil User Guide를 한글로 번역해 기본 메뉴와 사용 방법을 한글화 한 Sigil 한글 사용 설명서를 제공하고 있다. Sigil 0.9.16버전 이후 한글 메뉴가 빠졌으나 내맘대로의 EPUBGUIDE.NET에서 한글화를 진행하여 Sigil 1.4.0 이후 버전에는 한글 메뉴가 적용되어 있다.

## Sigil의 발음에 관한 이슈
'시길'이라는 발음은 Sigil과 이름이 동일한 프로그램밍 언어 Sigil에서 이미 '시길'로 사용이 되고 있었다. 또한 특정인에 의해서가 아니라 불특정 다수가 '시길'로 발음을 하고 있었다. 처음으로 Sigil 메뉴를 한글화 하던 CLUB706(시즐 번역 프로젝트 참조) 역시 국내에 EPUB과 Sigil이 알려지기 전인 Sigil 0.6.x 버전 대부터 '시길'로 번역(Sigil has encountered a problem. -> 시길에 문제가 발생하였습니다)을 한 상태였다. 최초로 Sigil의 보급에 앞장선 사람은 Sigil 메뉴의 한글화를 처음 시작하고, 초기 버전의 메뉴 번역을 60% 이상 완료해 누구나 한글 메뉴로 편하게 Sigil을 사용할 수 있도록 했던 CLUB706(정확한 신원은 파악할 수 없음)으로 볼 수 있다.
Sigil의 발음에 대해서는 원작자는 발음에 대해 다음과 같이 의견을 밝혔다.
The preferred pronouncement would be /ˈsɪdʒəl/, in IPA.
But I'm not anal about it. You are free to pronounce it differently if you speak a foreign language (or even if you don't) and something else feels more natural.
(표준 발음은 /ˈsɪdʒəl/를 따르지만, 다른 언어를 사용한다면, 그 언어에 자연스러운 발음을 쓰면 된다)
...
I pronounce it slightly differently when I'm talking about it in Croatian, too.
(스페인어 /'sixil/ or /'sihil/로 발음한다는 글에 본인도 크로아티아어(제작자의 모국어)로 이와 비슷하지만 약간 다르게 발음한다고 밝힘)

한국에서는 '시길'이라고 발음하고 표기하지만, 영어식 발음은 시"-질"에 가깝다. 초기 이 툴을 이용해 전자책을 개발하고 보급에 앞장섰던 이광희씨가 주로 이렇게 발음하고 표기해서 현재도 한국에서는 'Sigil'을 '시길'로 발음하고 표기한다. 이광희씨는 20대에 즐기던 D&D 게임의 세계관 배경중 하나인 '시길'과 같다고 생각해서 그렇게 발음하고 표기했다. 최근에는 이광희도 이를 인지해서 표기시에는 영문인 Sigil을 사용 하지만, 발음은 여전히 시길로 하고 있다.

## 기능
시즐의 기능은 다음과 같다:
- 완전한 UTF-16 및 EPUB 2 사양 지원
- 다중 뷰: 코드, 미리 보기 뷰(Sigil 0.9.16버전 이후 책보기 편집 기능이 삭제되고 외부 편집기를 추가할 수 있도록 변경됨. Sigil 책보기 기능은 PageEdit라는 외부 프로젝트로 분리하여 개발 진행)
- 다단계 머릿글 지원을 포함하는 목차 생성기
- 모든 메타데이터 엔트리를 온전히 지원하는 메타데이터 편집기
- 기본 및 사용자 지정 사전이 포함된 Hunspell 기반 맞춤법 검사
- 찾기 및 치환을 위한 완전한 정규 표현식 (펄 호환 정규 표현식) 지원
- EPUB 및 HTML 파일, 그림, 스타일시트 가져오기 지원
- 외부 HTMl과 그래픽 편집기의 API 연동
- EPUB 표준 준수 확인을 위한 플라이트크루(FlightCrew) 검사기 (별도 플러그인)

시즐은 EPUB 2 사양을 완전히 지원하며 Sigil 1.0 버전 이후 EPUB 3에서 NCX 목차를 삭제할 수 있도록 수정되며 EPUB 3도 완벽히 지원한다. 2016년 1월의 0.9.3 버전 이후로 개발자들은 "시즐이 epub2 기능을 손실하지 않으면서 epub3 책의 작업 및 생성 기능을 개선하는" 데에 초점을 맞추고 있다.

## 같이 보기
- 캘리버